# Abdoulaye Diagne-Faye
Abdoulaye Diagne-Faye (Dakar, Senegal, 26 de febrero de 1978), exfutbolista senegalés, naturalizado francés. Jugaba de volante y su último equipo fue el Sabah FA de la Liga Premier de Malasia.

## Selección nacional
Ha sido internacional con la Selección de fútbol de Senegal, ha jugado 35 partidos internacionales y ha anotado 2 goles.

### Participaciones Internacionales
| Mundial                        | Sede   | Resultado    |
| ------------------------------ | ------ | ------------ |
| Copa Africana de Naciones 2004 | Túnez  | 4° de final  |
| Copa Africana de Naciones 2006 | Ghana  | Semifinal    |
| Copa Africana de Naciones 2008 | Egipto | Primera fase |

## Clubes
| Club             | País       | Año       |
| ---------------- | ---------- | --------- |
| ASEC Ndiambour   | Senegal    | 1999-2001 |
| Jeanne d'Arc     | Senegal    | 2001-2002 |
| RC Lens          | Francia    | 2002-2004 |
| FC Istres        | Francia    | 2004-2005 |
| Bolton Wanderers | Inglaterra | 2005-2007 |
| Newcastle United | Inglaterra | 2007-2008 |
| Stoke City       | Inglaterra | 2008-2011 |
| West Ham United  | Inglaterra | 2011-2012 |
| Hull City        | Inglaterra | 2012-2014 |
| Sabah FA         | Malasia    | 2014-2015 |